# Jade Jolie
Jade Jolie, nombre artístico de Jules Green, es una drag queen estadounidense e imitadora de Taylor Swift, conocida por competir en la quinta temporada de RuPaul's Drag Race y la cuarta temporada de The Boulet Brothers' Dragula.
Apareció en el video musical "You Need to Calm Down" de Swift y se unió a ella en los MTV Video Music Awards 2019 en el acto de apertura, además de recibir dos premios junto con Swift, incluido el de Vídeo del Año.

## Primeros años
Jolie nació el 2 de noviembre de 1986 y creció en Fort Myers, Florida y Alachua, Florida. Comenzó a hacer drag en el University Club en Gainesville, Florida. Su madre drag es Dana Douglas y su padre drag es Bob Taylor. El nombre Jade Jolie es una combinación del personaje de Mortal Kombat Jade y Angelina Jolie. Originalmente audicionó para la quinta temporada de RuPaul's Drag Race, donde alcanzó el top 8.

## Carrera
Antes de Drag Race, Jolie trabajó como actor de cine para adultos bajo el nombre de Tristan Everhard. Apareció en el volumen 213 del sitio web pornográfico "Showguys" en 2007.
Jolie fue anunciada como una de los catorce concursantes de la quinta temporada de RuPaul's Drag Race en 2013. Quedó entre los tres últimos puestos en el primer episodio, pero se salvó en favor de la nominación a la eliminación de Serena ChaCha y Penny Tration. Ella personificó a Taylor Swift en el Snatch Game anual. Posteriormente fue eliminada en el sexto episodio de la temporada tras perder una batalla de lip sync contra Coco Montrese bajo la canción "I'm So Excited" de The Pointer Sisters. Una pelea entre Jolie y Alyssa Edwards en un episodio de Untucked incluyó a Jolie comentando sobre los "Back rolls" de Edwards, lo que se convirtió en un meme de Internet. Apareció como invitada en la gran final de la octava temporada del programa.
Después de Drag Race, Jolie apareció en el vídeo musical "Knew You Seemed Shady!" de Pandora Boxx, que se lanzó el 23 de julio de 2013. En 2017, Jolie formó parte del espectáculo benéfico drag de Phi Phi O'Hara para recaudar fondos para las víctimas del Huracán María en Puerto Rico, junto con otras estrellas de Drag Race. También apareció en el vídeo musical de "Snaked" de Alaska Thunderfuck el 24 de diciembre de 2018, interpretando a Taylor Swift.  Ella interpretó a Swift nuevamente en el video musical de "You Need to Calm Down", de la propia Taylor Swift, el 17 de junio de 2019.
El 26 de agosto de 2019, Jolie actuó junto a Taylor Swift durante su actuación en los MTV Video Music Awards 2019. Después de que Swift ganó el premio al Vídeo del Año, el presentador John Travolta confundió a Jolie con la propia Swift e intentó entregarle el premio.
En septiembre de 2021, Jolie fue anunciada como parte del elenco de la cuarta temporada de The Boulet Brothers' Dragula, convirtiéndose en la primera concursante de Drag Race en competir en el programa, quedando finamente en sexto lugar.
En octubre de ese mismo año, Jolie actuó en Dragathon: Halloween Night Spooktacular.

## Vida personal
En 2013, Jolie estuvo involucrada en una pelea en Twitter con Mimi Imfurst, presumiblemente por la forma en que Imfurst presentó a Jolie en el evento NYC Pride de Logo, lo que ofendió a Jolie. La pelea incluyó a Imfurst afirmando que Jolie se prostituía y Jolie llamando a Imfurst una "perdedora". La jueza Michelle Visage intervino para detener la pelea.
En septiembre de 2021, Jolie se disculpó públicamente por interpretar a un soldado nazi en una película pornográfica años antes. Jade se declaró abiertamente transgénero el 8 de octubre de 2023.

## Filmografía

### Cine
| Año  | Título         | Papel      | Notas | Ref    |
| ---- | -------------- | ---------- | ----- | ------ |
| 2020 | Miss Americana | Ella misma | Cameo | [ 29 ] |

### Televisión
| Año  | Título                                       | Papel       | Notas                       | Ref    |
| ---- | -------------------------------------------- | ----------- | --------------------------- | ------ |
| 2013 | RuPaul's Drag Race (5.ª temporada)           | Concursante | Octavo puesto (7 episodios) |        |
| 2013 | RuPaul's Drag Race: Untucked (4.ª temporada) | Concursante | 6 episodios                 |        |
| 2020 | AJ and the Queen                             | Invitada    | 1 episodio                  | [ 30 ] |
| 2021 | The Boulet Brothers' Dragula (4.ª temporada) | Concursante | Sexto puesto (7 episodios)  | [ 24 ] |

### Vídeos musicales
| Año  | Título                   | Artista            |
| ---- | ------------------------ | ------------------ |
| 2013 | "Knew You Seemed Shady!" | Pandora Boxx       |
| 2018 | "Snaked"                 | Alaska Thunderfuck |
| 2019 | "You Need to Calm Down"  | Taylor Swift       |

### Series web
| Año  | Título                                       | Papel      | Ref    |
| ---- | -------------------------------------------- | ---------- | ------ |
| 2014 | Ring My Bell                                 | Ella misma | [ 31 ] |
| 2014 | WOW Shopping Network                         | Ella misma | [ 32 ] |
| 2023 | Give It To Me Straight (con Maddy Morphosis) | Ella misma | [ 33 ] |